# Арсе Пайно, Марта
Марта Арсе Пайно (исп. Marta Arce Payno; род. 27 июля 1977 года, Вальядолид, Испания) — испанская парадзюдоистка. Многократная призёрка Паралимпийских игр.

## Биография
Марта родилась с альбинизмом, который привёл к прогрессирующей потере зрения.
На летних Паралимпийских играх 2004 в Афинах соревновалась в весовой категории до 57 кг и завоевала серебряную медаль. В четвертьфинале победила бразильянку Даниэли Силву, в полуфинале — гречанку Марию Керамиду. В финале уступила немке Рамоне Бруссиг.
На летних Паралимпийских играх 2008 в Пекине соревновалась в весовой категории до 63 кг и вновь стала серебряной призёркой Паралимпиады. В 1/8 финала победила бразильянку Лусию Араужу, в четвертьфинале — француженку Анжелик Кессандье, в полуфинале — россиянку Мадину Казакову. В финале уступила венесуэлке Наоми Алехандре Соасо Боккардо.
На летних Паралимпийских играх 2012 в Лондоне соревновалась в весовой категории до 63 кг. В четвертьфинале победила шведку Николину Пернхейм. В полуфинале проиграла кубинке Далидайвис Родригес Кларк. В схватке за «бронзу» победила венесуэлку Наоми Алехандру Соасо Боккардо.
28 августа 2021 года приняла участие на летних Паралимпийских играх 2020 в Токио в весовой категории до 63 кг. В четвертьфинале проиграла китаянке Ван Юэ. В утешительном турнире за бронзу сначала победила японку Хироко Кудо, затем уступила в схватке за третье место узбекской дзюдоистке Нафисе Шерипбаевой и впервые осталась без медали Паралимпиады.
На летних Паралимпийских играх 2024 в Париже была знаменосцем испанской сборной на церемонии открытия вместе с теннисистом Альваро Валерой. Выступала на Паралимпиаде-2024 в весовой категории до 57 кг (класс J2). В четвертьфинале победила турчанку Дёндю Ешильюрт, в полуфинале проиграла узбекской спортсменке Кумушхон Ходжаевой. В схватке за третье место победила бразильянку Лусию Араужу и завоевала бронзу турнира.

## Спортивные результаты
| Год  | Турнир                          | Место проведения | Категория    | Место |
| ---- | ------------------------------- | ---------------- | ------------ | ----- |
| 2004 | Летние Паралимпийские игры 2004 | Афины            | до 63 кг     | 2     |
| 2008 | Летние Паралимпийские игры 2008 | Пекин            | до 63 кг     | 2     |
| 2012 | Летние Паралимпийские игры 2012 | Лондон           | до 63 кг     | 3     |
| 2018 | Чемпионат мира                  | Одивелаш         | до 63 кг     | 9     |
| 2021 | Летние Паралимпийские игры 2020 | Токио            | до 57 кг     | 5     |
| 2022 | Чемпионат мира                  | Баку             | до 57 кг, J2 | 5     |
| 2023 | Чемпионат Европы                | Роттердам        | до 57 кг, J2 | 3     |
| 2024 | Летние Паралимпийские игры 2024 | Париж            | до 57 кг, J2 | 3     |